# Il meglio di Ho fatto 2 etti e mezzo, lascio?
Il meglio di Ho fatto 2 etti e mezzo, lascio? è una compilation di Elio e le Storie Tese, pubblicata nel 2004 e contenente una raccolta di brani live del loro tour primaverile ed estivo dello stesso anno.
La tournée è durata 3 mesi durante i quali la band ha fatto 3 scalette diverse, realizzando per ognuna una copertina diversa: per un disco c'era raffigurato un banco di frutta e verdura, per uno un banco di carne e per uno un banco di pesce. Il comune denominatore era l'immagine di una macchinetta di quelle che rilasciano i numeri per la coda al supermercato; alla fine di ogni concerto, gli spettatori potevano comprare il disco della serata e, insieme al disco veniva fornito un adesivo con scritto il giorno e il luogo del concerto da attaccare sulla copertina al posto del numero che fuoriusciva dalla macchinetta. Questo cofanetto è un insieme dei brani delle varie serate e ha in copertina semplicemente la macchinetta dei numeri su sfondo nero con, al posto di data e luogo, il titolo dell'album.
Questa iniziativa è nata come "rivolta" da parte del gruppo nei confronti della casa discografica per i prezzi troppo alti dei loro cd. L'episodio è poi stato ripetuto con la successiva tournée Grazie per la splendida serata

## Tracce

### Ho fatto 2 etti e mezzo, lascio?
1. Carro - 4:42 (live in Collegno 23/06/2004)
2. Psichedelia - 5:31 (live in Collegno 23/06/2004)
3. Cartoni animati giapponesi - 4:48 (live in Torino 21/03/2004)
4. La ditta - 3:08 (live in Montichiari 3/07/2004)
5. La vendetta del Fantasma Formaggino - 9:16 (live in Torino 21/03/2004)
6. Nubi di ieri sul nostro domani odierno (Abitudinario) - 5:12 (live in Macomer 30/07/2004)
7. Catalogna - 2:50 (live in Montichiari 3/07/2004)
8. Cateto - 5:31 (live in Macomer 30/07/2004)
9. Burattino senza fichi - 5:28 (live in Macomer 30/07/2004)
10. Mio cuggino - 5:35 (live in Belluno 18/03/2004)
11. Largo al factotum - 5:16 (live in Collegno 23/06/2004)

### Ho fatto 2 etti e mezzo, lascio? Vol. 2
1. John Holmes (Una vita per il cinema) - 4:46 (live in Tavagnacco 22/07/2004)
2. Essere donna oggi - 5:54 (live in Riccione 5/08/2004)
3. Pipppero® - 4:15 (live in Riccione 5/08/2004)
4. Lo stato A, lo stato B - 4:28 (live in Lari 6/08/2004)
5. El Pube - 6:54 (live in San Giovanni in Persiceto 4/07/2004)
6. Il vitello dai piedi di balsa - 3:26 (live in Carpi 21/07/2004)
7. Il vitello dai piedi di balsa reprise - 3:50 (live in Carpi 21/07/2004)
8. Uomini col borsello - 6:37 (live in Lari 6/08/2004)
9. Né carne né pesce - 5:21 (live in San Giovanni in Persiceto 4/07/2004)
10. Supergiovane - 8:48 (live in Carpi 21/07/2004)

### Ho fatto 2 etti e mezzo, lascio? Vol. 3
1. Farmacista - 6:39 (live in Mantova 10/09/2004)
2. Pork & Cindy - 6:40 (live in Mantova 10/09/2004)
3. Milza - 4:11 (live in Mantova 10/09/2004)
4. Born to Be Abramo - 5:21 (live in Padova 2/10/2004)
5. Il rock and roll - 5:57 (live in Cernusco S/N 17/09/2004)
6. Cassonetto differenziato per il frutto del peccato - 5:12 (live in Reggio Emilia 4/09/2004)
7. Evviva - 1:11 (live in Reggio Emilia 4/09/2004)
8. La visione - 5:23 (live in Mantova 10/09/2004)
9. Servi della gleba - 6:15 (live in Padova 2/10/2004)
10. Ocio ocio - 3:58 (live in Padova 2/10/2004)
11. Cara ti amo - 8:09 (live in Padova 2/10/2004)

## Formazione
- Elio - voce, flauto traverso
- Rocco Tanica - tastiera, voce
- Faso - chitarra basso
- Cesareo - chitarra alto
- Christian Meyer - batteria
- Jantoman - ulteriori pianole
- Mangoni - artista a sé